# Battaglia di Tourcoing
La battaglia di Tourcoing fu combattuta il 18 maggio 1794 nell'ambito della guerra contro la prima coalizione e vide fronteggiarsi le truppe francesi dell'Armata del Nord agli ordini dei generali Jean Victor Marie Moreau e Joseph Souham e le truppe anglo-austriaco-hannoveriane comandate dal Duca di York e dal Principe di Coburgo. La vittoria arrise ai francesi nonostante la loro lieve inferiorità numerica.